# Wesołych świąt (film 1977)
Wesołych świąt – polska komedia telewizyjna (humoreska obyczajowa) w reżyserii Jerzego Sztwiertni z 1977 roku.

## O filmie
Pierwowzorem filmu było słuchowisko radiowe Jerzego Janickiego pod tytułem Prawdziwej choinki - stylon, nylon nie zastąpi.
Sceny plenerowe filmu kręcono m.in. w Bieszczadach i Warszawie. Tekst i wykonanie ballady: Wojciech Młynarski.

## Fabuła
Tuż przed świętami Bożego Narodzenia dwóch pracowników Lasów Państwowych w Bieszczadach – kierowca „Ruina” i stajenny „Wibracyjny” otrzymują polecenie wyjazdu ciężarówką do Warszawy i sprzedania ładunku w postaci choinek. Dla obydwu wyjazd ten jest o tyle wygodny, że pomimo iż są samotni i nie czują się niezbędni w domu w „świąteczny czas”, każdy z nich ma jakieś prywatne sprawy w stolicy – „Ruina” chce odwiedzić „narzeczoną” z wakacji, a „Wibracyjny” frontowego kolegę z dawnych lat. Jednak dla obydwu z nich najeżona wieloma zabawnymi sytuacjami podróż kończy się rozczarowaniem zarówno co do samego miasta jak i prywatnych celów podróży.

## Obsada
- Krzysztof Majchrzak – „Ruina”
- Janusz Kłosiński – „Wibracyjny”
- Zdzisław Kozień – warszawski dygnitarz, frontowy kolega „Wibracyjnego”
- Ewa Wiśniewska – Renia, wczasowiczka z Warszawy
- Władysław Kowalski – mąż Reni
- Maria Czubasiewicz – nauczycielka Lutka
- Grzegorz Warchoł – milicjant w Warszawie
- Zdzisław Maklakiewicz – handlarz choinek w Warszawie
- Józef Kalita – kupujący w Warszawie choinkę
- Marek Frąckowiak – człowiek z szampanem
- Roman Kosierkiewicz – dozorca na parkingu strzeżonym
- Ferdynand Matysik – nadleśniczy
- Ryszard Kotys – drwal